# BYU Cougars (calcio)
Il BYU Cougars è una società calcistica statunitense che milita nella Premier Development League (PDL).
Essenzialmente il BYU Cougars è la squadra della Brigham Young University. Questo team è stato uno dei più vincenti nella storia del calcio collegiale, avendo vinto sette campionati in dieci anni prima del 2003, anno in cui la franchigia dei Cougars venne acquistata da alcuni imprenditori e iscritta al campionato di PDL.
I Cougars giocano gli incontri casalinghi al South Stadium, nel campus della Brigham Young University, sito nella città di Provo (Utah).

## Cronistoria
| Anno | Divisione | League  | Regular Season | Playoff              | Open Cup        |
| ---- | --------- | ------- | -------------- | -------------------- | --------------- |
| 2003 | 4         | USL PDL | 4° Southwest   | Non qualificato      | Non qualificato |
| 2004 | 4         | USL PDL | 4° Southwest   | Non qualificato      | Non qualificato |
| 2005 | 4         | USL PDL | 4° Southwest   | Non qualificato      | Non qualificato |
| 2006 | 4         | USL PDL | 2° Northwest   | Finale di Conference | 1º turno        |
| 2007 | 4         | USL PDL | 1° Northwest   | Finale di Conference | 1º turno        |

## Organico

### Rosa 2008
| N. |                        | Ruolo | Calciatore         |
| -- | ---------------------- | ----- | ------------------ |
| 0  | Stati Uniti (bandiera) | P     | Bryan Black        |
| 1  | Stati Uniti (bandiera) | P     | Brandon Gilliam    |
| 2  | Stati Uniti (bandiera) | C     | Curt Graham        |
| 3  | Stati Uniti (bandiera) | D     | Richie Bindrup     |
| 4  | Stati Uniti (bandiera) | C     | Aaron Gabbart      |
| 5  | Stati Uniti (bandiera) | A     | Daniel Turnbull    |
| 6  | Stati Uniti (bandiera) | D     | Andrew Van Wagenen |
| 7  | Stati Uniti (bandiera) | D     | Daniel McKinley    |
| 8  | Stati Uniti (bandiera) | D     | Morgan Gilliam     |
| 9  | Stati Uniti (bandiera) | A     | Zachary De Francis |
| 10 | Stati Uniti (bandiera) | C     | Britton Osborne    |

| N. |                        | Ruolo | Calciatore       |
| -- | ---------------------- | ----- | ---------------- |
| 11 | Stati Uniti (bandiera) | C     | Jordan Cushman   |
| 13 | Stati Uniti (bandiera) | C     | Brent Jensen     |
| 14 | Stati Uniti (bandiera) | D     | Clay Christenson |
| 15 | Stati Uniti (bandiera) | C     | Derek Taylor     |
| 16 | Stati Uniti (bandiera) | C     | Jonathan Junca   |
| 17 | Stati Uniti (bandiera) | C     | Scott Heaton     |
| 18 | Stati Uniti (bandiera) | A     | Steven Fellows   |
| 19 | Stati Uniti (bandiera) | A     | Garrett Losee    |
| 22 | Stati Uniti (bandiera) | C     | Steve Magleby    |
| 23 | Stati Uniti (bandiera) | C     | Michael Moreno   |
|    | Stati Uniti (bandiera) | P     | Quin Shepherd    |